# NGC 2204
NGC 2204是一个位于大犬座的疏散星团，于1785年被威廉·赫歇爾发现。